# 馮從龍
馮從龍（1576年4月8日—1640年8月9日），字見甫，號雲衢，四川順慶府鄰水縣人。明末政治人物。萬曆三十二年（1604年）甲辰科三甲進士。其任廣東布政使司右參政時，曾拆毀葡萄牙在澳門私築的青洲教堂，捍衛了中國的主權。

## 生平
馮從龍民籍。行一。三月初十日（或作三月初四）生。萬曆二十八年（1600年）庚子科四川鄉試第四十九名。三十二年（1604年）甲辰科會試第三百八十四名，三甲七十二名進士，吏部觀政。
萬曆三十三年（1605年）四月，充副使持節冊封藩王。萬曆三十四年（1606年）五月，充副使持節冊封崇府懐安王翊鑕。萬曆三十七年（1609年）四月， 冊溫裕王常澍長子由侎為紀城王。
萬曆四十年十二月（1613年），制滿赴部，暫擬授部銜。萬曆四十八年正月（1620年），由山東副使陞浙江參政。
天啟元年（1621年），兩廣總督陳邦瞻、廣東巡撫王尊德採納了署廣東海道副使徐如珂的建議，派遣監司馮從龍、中軍孫昌祚等到青洲毀其所築教堂及牆垣。事後徐如珂在給馮從龍的信中高興地說：「青洲山事，仰仗威靈，盡撤而毀之，此數十年來所姑息養成而不敢問者也。而一旦伐其狡謀，破其三窟，非神謀偉略出人意表， 何以有此。」。拆毀「青洲城」，打擊了葡萄牙殖民者的囂張氣焰。同年七月十五甲寅（1621年8月31日），升廣東布政使司參政馮從龍為陝西按察使。
天啟五年（1625年）十月，為山東按察使、霸州道。天啟六年（1626年）二月，陞爲湖廣右布政使。天啟六年（1626年）四月，寧達敘捷，賞銀二十両。
歷仕廣東布政使司右參政、授中大夫、陝西按察使、榆林東路道（東路神木道）、寧夏河西道、陝西左布政使。

## 遺跡
鄰水縣北門外一里原有為其所立之“世代天寵坊”。墓在城南一里。

## 家族
曾祖馮興良；祖馮伯器、祖母李氏；父贈承德郎、兵部武選清吏司主事馮守階，母劉氏。具慶下。

## 诗文
- 《謁葉雪菴祠墓》[26]

侍御忠貞貫牛，從來湮没動人愁。
誰知二百餘年後，獨表孤高一隴邱。
翊主丹心昭白日，誦騷血淚灑東流。
首陽遺躅芳千古，景仰龍門羡嫓休。
- 《過延福寺》[27]

雨過蒼苔曲徑幽，入門交翠竹脩脩。
數行風草搖踈浪，一片雲林積翠浮。
圖畫遠山逈列岫，清冷半畝勝芳洲。
坐餘蘭蕙香生案，笑欲拈花共唱酬。
- 《蓬萊閣野歩》[28]

宿雨初斂曉山晴，逕滿清莎策杖行。
澗响每從風際遠，村煙忽向望空生。
日穿老樹千行亂，鳥啄飛花數點輕。
偶立隴頭看麥浪，野人相語一怡情。